# Himalaphantes grandiculus
Espèce
Synonymes
- Lepthyphantes grandiculus Tanasevitch, 1987

Himalaphantes grandiculus est une espèce d'araignées aranéomorphes de la famille des Linyphiidae.

## Distribution
Cette espèce est endémique du Népal.

## Description
Le mâle holotype mesure 4,25 mm et la femelle paratype 3,70 mm.

## Publication originale
- Tanasevitch, 1987 : The spider genus Lepthyphantes Menge 1866 in Nepal (Arachnida: Araneae: Linyphiidae). Courier Forschungsinstitut Senckenberg, vol. 93, p. 43-64.